# 劳特布伦嫩
劳特布伦嫩（瑞士標準德語發音：[ˈlaʊtərˌbrʊnən]；又译勞特布魯嫩）是瑞士伯恩州因特拉肯-上哈斯利区的一个市镇，亦是该市的其中一个村庄。该市最低点海拔728米，最高点海拔4,158米（少女峰峰顶），总面积为164.5平方千米，截至2023年12月31日总人口为2,708人。该市包括劳特布伦嫩、文根（Wengen）、米伦（Mürren）、吉默尔瓦尔德（Gimmelwald）、施泰谢尔贝格（Stechelberg）、伊森弗卢（Isenfluh）六个村庄，其中劳特布伦嫩村和文根村最为出名，人口也最多。
劳特布伦嫩市位于伯尔尼山底部的劳特布伦嫩山谷（Lauterbrunnental）及其周边区域，少女峰地区的西面。少女峰、艾格峰和僧侣峰三座著名的山峰俯瞰山谷。劳特布伦嫩的德语直译意为“大声的泉水”（Laut-Brunnen），因为山谷中有70多个大小不一的瀑布从山崖两侧落下，所以劳特布伦嫩也常被称为“瀑布镇”。现在，劳特布伦嫩已成为瑞士著名的旅游目的地之一和闻名世界的低空跳伞胜地，并通过伯尔尼高地铁路等交通线路与北部的因特拉肯、格林德瓦等市相连。

## 历史

### 中世纪
劳特布伦嫩山谷地区在13世纪首次出现在历史记录中，劳特布伦嫩市及其周边地区先后属于Wädiswil、Unspunnen（两者现属于维尔德斯维尔市）和Rotenfluh（现属于施维茨市）的领主所有。1346年彼得·冯·图恩（Peter von Turn）男爵将山谷中的部分权利卖给了因特拉肯奥古斯丁修道院（Kloster Interlaken）。在接下来的一个世纪里，修道院从其他贵族和世俗统治者手中获得更多权利并不断扩大其势力范围。
15世纪，劳特布伦嫩山谷作为因特拉肯附近格施泰格（Gsteig bei Interlaken，现属于格施泰格维勒市） 教区的一部分，在经济、司法和宗教上受修道院的统治。由于教堂距山谷较远，一些村民未经修道院许可于1487年在劳特布伦嫩自行修建了教堂。经仲裁裁决，该教堂被承认是格施泰格教区的一个分支。1506年，教堂拥有了自己的永久牧师，劳特布伦嫩亦被提升为一个独立的教区。

### 近代
1528年，伯尔尼市接受了宗教改革的新信仰，并开始派遣军队将其强加于伯尔尼高地的其他区域。劳特布伦嫩的村庄和修道院抵抗失败，修道院被世俗化，其权力转移到国家手中。劳特布伦嫩成为伯尔尼因特拉肯管辖区的一部分，并拥有独立的司法权。

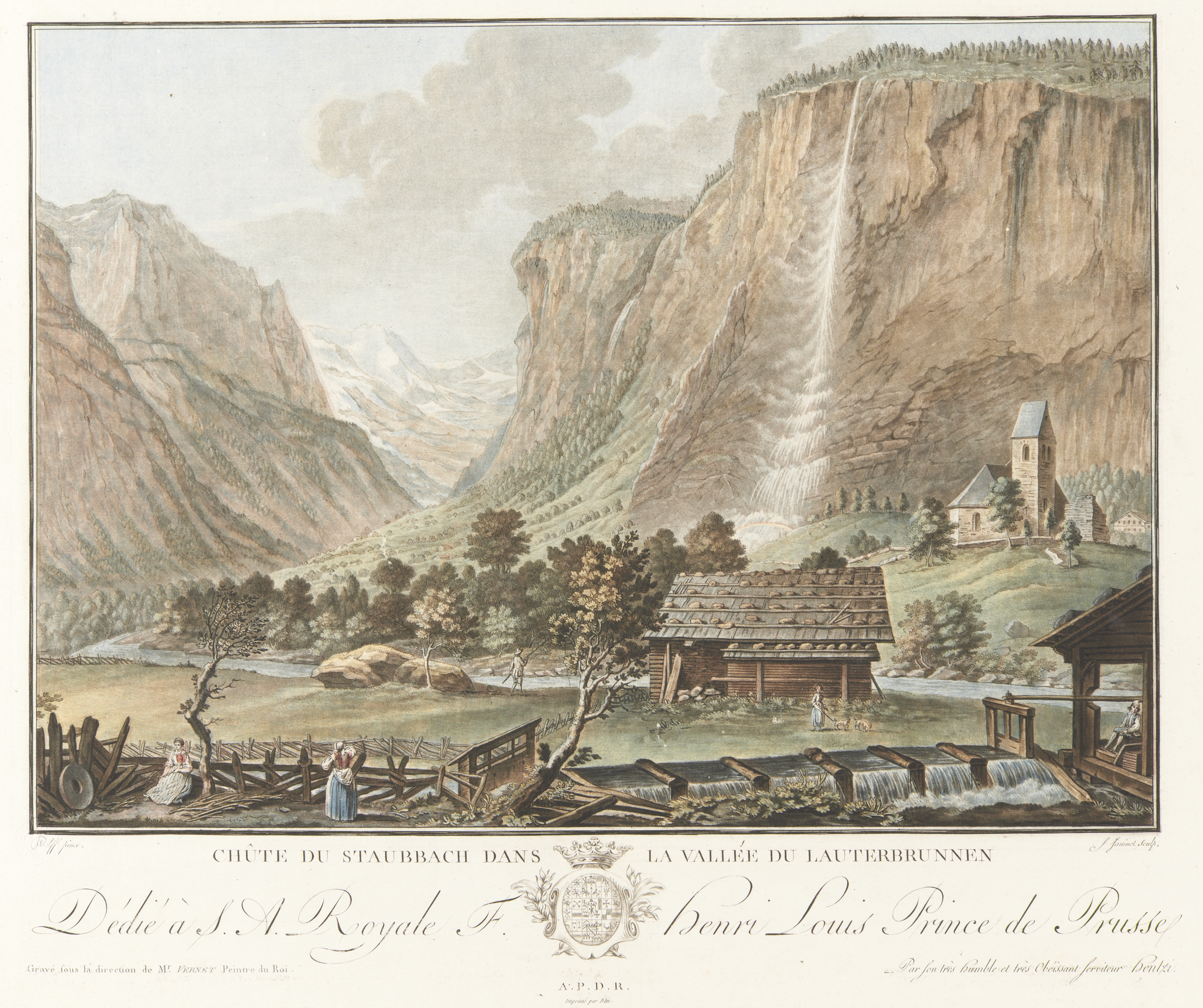
18世纪的绘画对劳特布伦嫩山谷和施陶巴赫瀑布的描绘

在17世纪到18世纪，劳特布伦嫩地区开始发展采矿事业，施泰谢尔贝格村的Trachsellauenen成为银、铅、铁矿的开采和加工地。1715年，一座炼铁厂在Zweilütschinen（现属于金德利施万德市）建成。矿山的利润多流入富人手中，从事农业和畜牧业的当地村民仍很贫穷，这迫使他们参加雇佣兵团，在家中从事轻工业生产（如袜子编织）或移民到美国等其他地区。

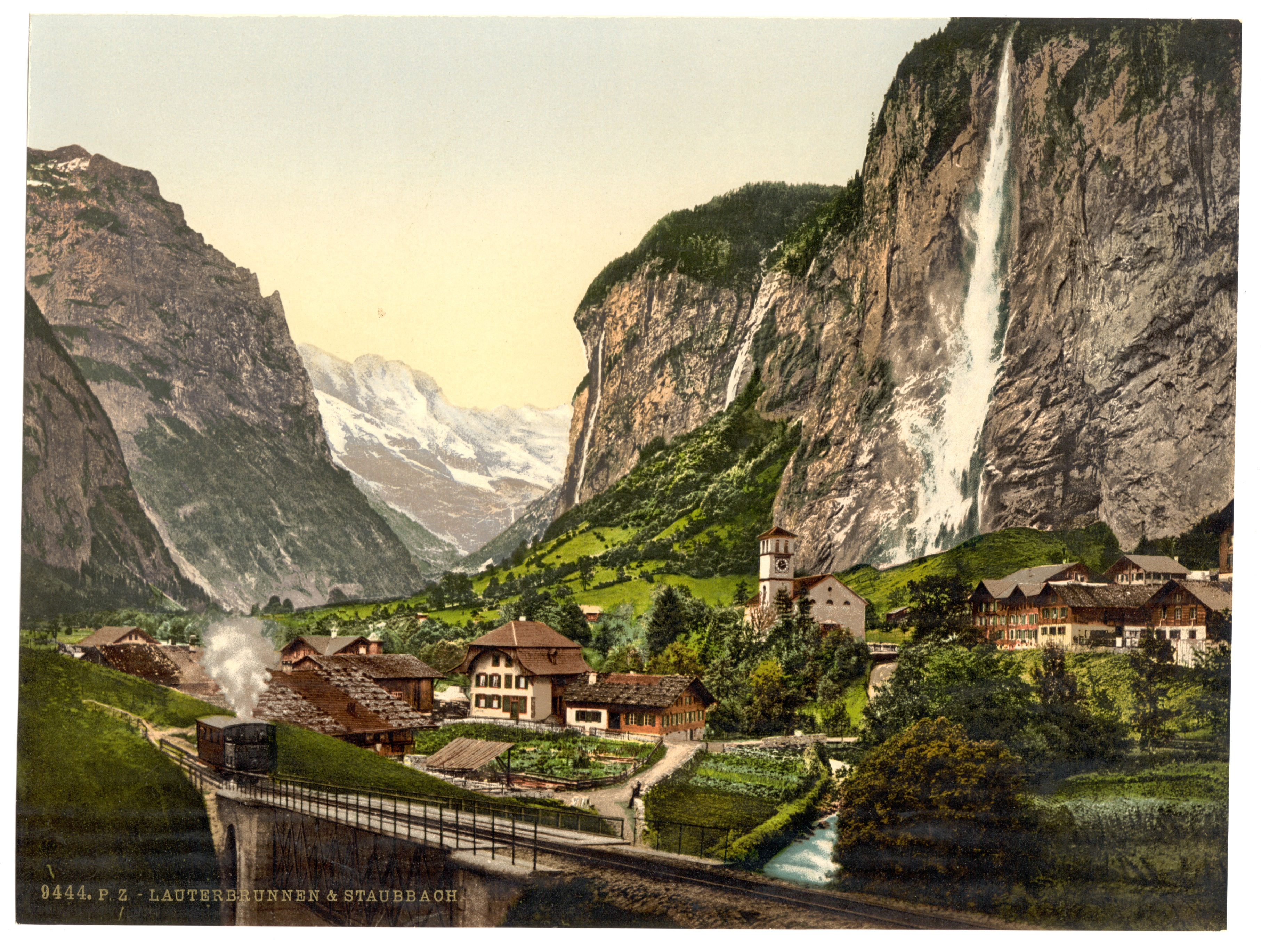
19世纪后期的劳特布伦嫩村，图中铁路为文根阿尔卑斯铁路（相片经光致变色上色处理）

### 旅游业的发展和现代
18世纪后期，外国登山者开始将劳特布伦嫩作为前往阿尔卑斯山的起点之一，优美的景致也吸引众多画家和作家慕名而来。随着外国游客数量逐年增加和劳特布伦嫩名气的增大，酒店快速扩张，旅游业亦成为山谷中最重要的收入来源。1890年伯尔尼高地铁路、1891年劳特布伦嫩—米伦山登山铁路、1893年文根阿尔卑斯铁路、1912年少女峰铁路等交通线路完工后，劳特布伦嫩地区的旅游业进一步发展和繁荣。
20世纪初，受两次世界大战和大萧条的影响，劳特布伦嫩旅游业遭遇挫折。1945年后经济逐渐复苏，酒店、滑雪缆车、直升机场等基础设施陆续建成，如1967年完工的施泰谢尔贝格村-雪朗峰山间缆车。
1973年1月1日，先前的伊森弗卢市并入劳特布伦嫩市，成为该市的一个村庄。2009年12月31日，劳特布伦嫩市原先所属的因特拉肯区（Amtsbezirk Interlaken）解散；第二天，即2010年1月1日，其被划入新成立的因特拉肯-上哈斯利区。

## 地理
劳特布伦嫩市位于瑞士中西部，伯尔尼州和因特拉肯-上哈斯利区的南部，伯尔尼山底部的劳特布伦嫩山谷及其周边区域。其西北部邻维尔德斯维尔、因特拉肯、马滕、伯尼根等市，东北部临近格林德瓦市，西部与弗鲁蒂根-下锡默河谷区（Frutigen-Niedersimmental）接壤，南部与瓦莱州接壤。

### 地形
劳特布伦嫩山谷为典型的由冰川侵蚀作用形成的U型山谷，整体往南延伸，长度约为8公里，大部分地区宽度不超过1公里，山谷中有吕奇讷河（Weisse Lütschine）流经，约有16%的地区仍被冰川覆盖。其是阿尔卑斯山脉中最深的山谷之一，大部分地区的深度超过305米，某些地方的悬崖可高达1,000米。该市整体地形以山地为主，地势起伏和落差大，位于山谷中的最低点Sandweidli海拔728米，而最高点少女峰峰顶则达到4,158米。
劳特布伦嫩山谷东部靠近少女峰、艾格峰、僧侣峰、希尔伯峰等山峰；西部临雪朗峰、比滕峰、格施帕尔滕峰等山峰，并在施泰谢尔贝格村附近向西延伸出塞菲嫩山谷（Sefinental）；南部从东向西分别被格莱奇峰、米特格峰、格罗斯峰、布赖特峰、青格尔峰等山峰阻挡，并临近青格尔冰川等冰川。劳特布伦嫩山谷与周边山峰和相邻的格林德瓦山谷一起构成了伯尔尼高地少女峰地区的重要部分，其中山谷东侧和南侧紧邻的山峰常被登山者统称为劳特布伦嫩墙（Lauterbrunnen Wall）。

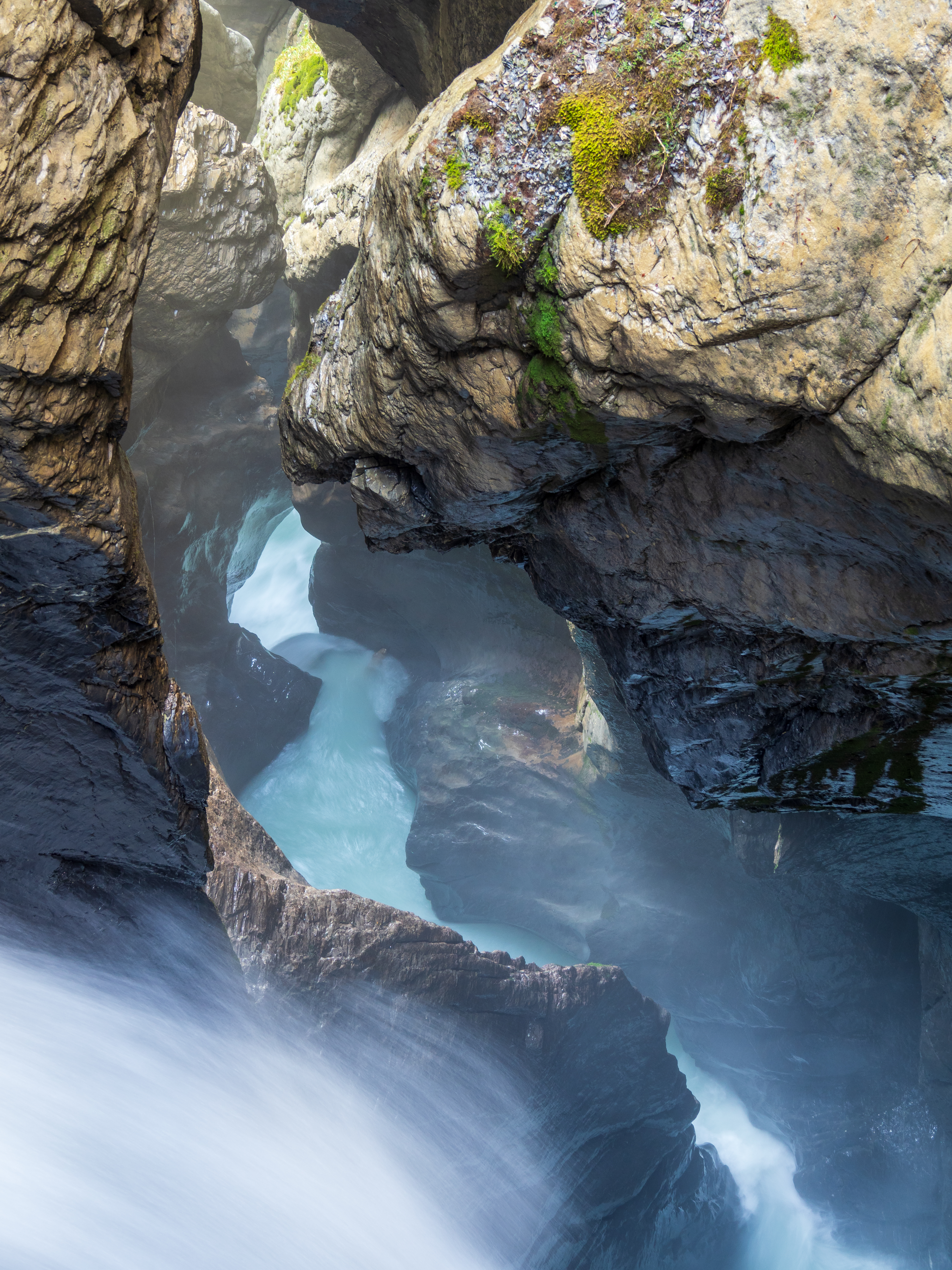
隐藏在岩壁中的特里梅尔巴赫瀑布由众多小瀑布组成

### 瀑布
劳特布伦嫩山谷中独特的地势使其分布有70多个瀑布，水源大都来自山峰上融化的积雪和冰川。其中劳特布伦嫩村的施陶巴赫瀑布（Staubbachfall）最为著名，其高达297米，是瑞士最高的自由下落式瀑布。位于岩壁峡谷中的特里梅尔巴赫瀑布（Trümmelbachfall）包含10多个小瀑布，每秒水量可达20,000升，被认为是欧洲最大的地下瀑布。此外还有米伦村附近高417米的米伦巴赫瀑布（Mürrenbachfall），以及高930米的欧洲最高瀑布马滕巴赫瀑布（Mattenbachfälle）等。

### 气候
劳特布伦嫩市在柯本气候分类法中属于亚寒带海洋性气候（Dfb），全年降水充足且均匀，温差较小，夏季凉爽短暂，冬季寒冷漫长。8月的平均气温最高，1月的平均气温最低，6月至9月为夏季。下图为1991至2021年劳特布伦嫩市的气候数据。
| 劳特布伦嫩市（1991年—2021年） | 劳特布伦嫩市（1991年—2021年） | 劳特布伦嫩市（1991年—2021年） | 劳特布伦嫩市（1991年—2021年） | 劳特布伦嫩市（1991年—2021年） | 劳特布伦嫩市（1991年—2021年） | 劳特布伦嫩市（1991年—2021年） | 劳特布伦嫩市（1991年—2021年） | 劳特布伦嫩市（1991年—2021年） | 劳特布伦嫩市（1991年—2021年） | 劳特布伦嫩市（1991年—2021年） | 劳特布伦嫩市（1991年—2021年） | 劳特布伦嫩市（1991年—2021年） | 劳特布伦嫩市（1991年—2021年） |
| 月份                          | 1月                           | 2月                           | 3月                           | 4月                           | 5月                           | 6月                           | 7月                           | 8月                           | 9月                           | 10月                          | 11月                          | 12月                          | 全年                          |
| ----------------------------- | ----------------------------- | ----------------------------- | ----------------------------- | ----------------------------- | ----------------------------- | ----------------------------- | ----------------------------- | ----------------------------- | ----------------------------- | ----------------------------- | ----------------------------- | ----------------------------- | ----------------------------- |
| 平均高温 °C（°F）             | −5.1 (22.8)                   | −3.7 (25.3)                   | 0 (32)                        | 3.4 (38.1)                    | 7.3 (45.1)                    | 12.4 (54.3)                   | 14.8 (58.6)                   | 15 (59)                       | 11.3 (52.3)                   | 7.5 (45.5)                    | 0.4 (32.7)                    | −4 (25)                       | 4.9 (40.9)                    |
| 日均气温 °C（°F）             | −8.7 (16.3)                   | −7.8 (18.0)                   | −4 (25)                       | −0.3 (31.5)                   | 3.7 (38.7)                    | 8.5 (47.3)                    | 10.6 (51.1)                   | 10.7 (51.3)                   | 7 (45)                        | 3 (37)                        | −3.1 (26.4)                   | −7.3 (18.9)                   | 1.0 (33.9)                    |
| 平均低温 °C（°F）             | −12.2 (10.0)                  | −11.8 (10.8)                  | −8.1 (17.4)                   | −4.4 (24.1)                   | −0.5 (31.1)                   | 3.7 (38.7)                    | 5.9 (42.6)                    | 6.1 (43.0)                    | 2.7 (36.9)                    | −1.3 (29.7)                   | −6.7 (19.9)                   | −10.7 (12.7)                  | −3.1 (26.4)                   |
| 平均降水量 mm（）             | 145 (5.7)                     | 128 (5.0)                     | 135 (5.3)                     | 133 (5.2)                     | 157 (6.2)                     | 172 (6.8)                     | 191 (7.5)                     | 173 (6.8)                     | 142 (5.6)                     | 137 (5.4)                     | 163 (6.4)                     | 159 (6.3)                     | 1,835 (72.2)                  |
| 日均日照時數                  | 4.1                           | 4.7                           | 5.7                           | 6.2                           | 6.1                           | 7.1                           | 7.0                           | 6.5                           | 5.5                           | 5.3                           | 4.1                           | 3.9                           | 5.5                           |
| 来源：Climate-data.org        |                               |                               |                               |                               |                               |                               |                               |                               |                               |                               |                               |                               |                               |

## 政治

### 政府机构
劳特布伦嫩市议会是最高权力机构，立法并领导市政府，通常每三周举行一次会议，而大型的社区会议通常于每年6月和11月分别召开一次。市议会共有包括市长在内的9名议员，其中市长兼任市议会主席，每名议员领导并代表一个政府部门，需对其负责（其中行政部门由专门的行政主管负责）。除市长职位外，市辖的每个村庄都占有一定数量的议员席位。
马丁·施泰格先生（Martin Stäger）自2014年至2022年任劳特布伦嫩市市长，其于2022年8月17日在家中遇害身亡。时任副市长卡尔·内普夫林先生（Karl Näpflin）作为议会选举上唯一的市长候选人，于2022年11月直接当选为现任市长。
| 2024年劳特布伦嫩市议会议员及其职务列表       |                  |                  |
| 市议会议员                                   | 职位             | 负责的部门       |
| 卡尔·内普夫林（Karl Näpflin）                | 市长、市议会主席 | 总统             |
| 凯瑟琳娜·罗曼（Katharina Romang）            | 副市长           | 教育、文化和休闲 |
| 丹尼尔·宾德（Daniel Binder）                 | 成员             | 财务和税务       |
| 马丁·格奇（Martin Gertsch）                  | 成员             | 安全             |
| 克里斯蒂安·冯·奥尔门（Christian von Allmen） | 成员             | 交通和道路       |
| 埃米尔·冯·奥尔门（Emil von Allmen）          | 成员             | 供应和处置       |
| 斯文·冯·阿尔克斯（Sven von Arx）             | 成员             | 建筑和建设       |
| 雷托·韦贝尔（Reto Weibel）                   | 成员             | 房地产           |
| 马库斯·齐默利（Markus Zimmerli）             | 成员             | 社会事务与卫生   |

### 联邦选举
在2019年瑞士联邦选举中，劳特布伦嫩市共有合格选民1,518人，共投出630张选票，投票率为41.5%。瑞士人民党（SVP）获得了40%的选票，是最受欢迎的政党。社会民主党（SP）获得了12.3%，保守民主党（BDP）获得了11.5%，自民党.自由党（FDP）获得了9.9%，自由绿党（GLP）获得了9.2%，分别位列第二至第五。

### 行政区划
劳特布伦嫩市下辖劳特布伦嫩、文根、米伦、吉默尔瓦尔德、施泰谢尔贝格和伊森弗卢六个村庄，劳特布伦嫩和施泰谢尔贝格村坐落于山谷底部，其余都位于两侧的山坡和岩壁上。其中文根村人口数量最多，劳特布伦嫩村次之，人口最少的是伊森弗卢村；施泰谢尔贝格村面积最大；米伦村平均海拔最高。
|                             |                     |              |                |            |
| 下辖村庄                    | 人口数量 （2023年） | 面积 （km²） | 平均海拔 （m） | 市议会席位 |
| 文根（Wengen）              | 1,116               | 36.4         | 1,250          | 2          |
| 劳特布伦嫩（Lauterbrunnen） | 782                 | 12.3         | 795            | 2          |
| 米伦（Mürren）              | 432                 | 10.5         | 1,650          | 1          |
| 吉默尔瓦尔德（Gimmelwald）  | 104                 | 2.9          | 1,392          | 1          |
| 施泰谢尔贝格（Stechelberg） | 199                 | 50.9         | 910            | 1          |
| 伊森弗卢（Isenfluh）        | 75                  | 24.0         | 1,091          | 1          |

## 人口和社会
截至2023年12月31日，劳特布伦嫩市总人口为2,708人，人口密度为16.5人/平方公里，其中常住人口2,315人，外籍人口1,075人。文根村有1,116人，劳特布伦嫩村有782人，是该市人口最多的两个村庄，占全市约70%人口。自1860年以来劳特布伦嫩市的人口数量变化如下图所示。
| 劳特布伦嫩市1860年—2023年人口数量变化      |
|                                            |
| 数据来源：瑞士联邦统计局、lauterbrunnen.ch |

### 就业
截至2021年，劳特布伦嫩市共有2,043人就业，有127人就业于第一产业，176人就业于第二产业，1,740人就业于第三产业。

### 宗教
根据2000年的人口普查，劳特布伦嫩市有17.6%的人口是罗马天主教徒，而67.7%属于瑞士归正教会，其他宗教占3.34%。

## 交通

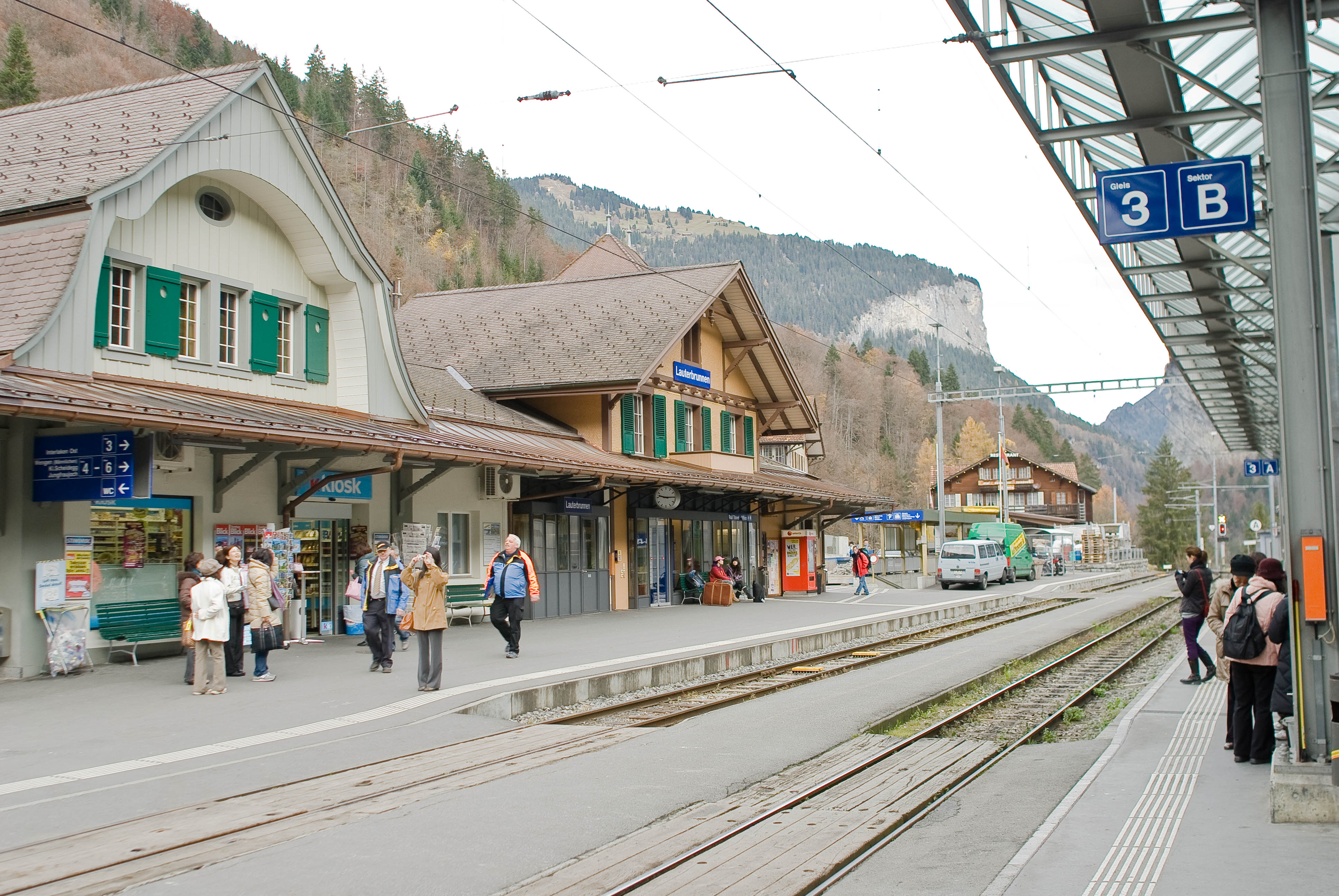
劳特布伦嫩火车站

劳特布伦嫩火车站位于劳特布龙嫩村的中心，是该市的重要交通枢纽。车站是伯尔尼高地铁路（BOB）起点站，铁路在金德利施万德市分岔，并分别通往西北部的因特拉肯东站和东北部的格林德瓦站。
车站也是文根阿尔卑斯铁路（WAB）和劳特布伦嫩—米伦登山铁路（BLM）的起点站，前者的列车经文根开往小夏戴克山口和格林德瓦市，而后者的架空索道和铁路通往米伦村。
邮政巴士服务将劳特布伦嫩村与施泰谢尔贝格村、伊森弗卢村、特里梅尔巴赫瀑等地连接起来。而米伦、吉默尔瓦尔德和文根村是伯尔尼州唯一没有与公路网相连的村庄，只能乘坐火车或缆车到达。
| 经过劳特布伦嫩市的铁路线路                                                                         | 经过劳特布伦嫩市的铁路线路                                                                                            |
| 名称                                                                                               | 线路 |
| -------------------------------------------------------------------------------------------------- | --- |
| 伯尔尼高地铁路（BOB）                                                                              | 因特拉肯东站 ↔ 维尔德斯维尔站 ↔ Zweilütschinen ↔ 劳特布伦嫩站（另一线路：Zweilütschinen ↔ 沿途所有车站 ↔ 格林德瓦站） |
| 文根阿尔卑斯铁路（WAB）                                                                            | 劳特布伦嫩站 ↔ 沿途所有车站 ↔ 文根站 ↔ 沿途所有车站 ↔ 小夏戴克站（可转乘少女峰铁路）↔ 沿途所有车站 ↔ 格林德瓦站       |
| 劳特布伦嫩—米伦登山铁路（BLM）                                                                     | 劳特布伦嫩站 ↔ 格吕查尔普站 ↔ 温特雷格站 ↔ 米伦站                                                                     |
| 注：劳特布伦嫩—米伦登山铁路（BLM）中劳特布伦嫩至格吕查尔普站段为缆车，格吕查尔普站至米伦段为铁路。 | |

## 旅游和反响
劳特布伦嫩市的旅游业起源于18世纪，是该市最主要的收入来源和经济支柱。其著名的瀑布景观、优美的远足路线和完善的滑雪度假村设施每年都吸引来自全球各地的大量游客。2019年，劳特布伦嫩市共接待1,180多万外国游客，旅游收入高达23.4亿瑞士法郎（当时约合人民币163.8亿元），为瑞士经济做出巨大贡献。COVID-19疫情结束后，涌入该市的游客数量激增，并于2023年夏创下纪录。2023年全年劳特布伦嫩市共接待过夜游客人数498,608人次。

### 过度旅游
Instergram等社交媒体的旅游宣传使当地成为著名的网红打卡地，特别是在劳特布伦嫩村，2023年每天约8,000名游客涌入这个人口不到800人的小村庄，其中多数是来参观施陶巴赫瀑布的一日游游客，这造成了交通堵塞和管理不便，亦有游客私闯民宅。不少当地人对大量一日游的游客表示不满，有人表示自己就像“主题公园里的员工”。
为应对该问题，该村计划在施陶巴赫瀑布前收取门票和安装道闸，并打算与该地区最大的旅游公司——少女峰铁路公司合作协商解决方案。2024年5月，劳特布伦嫩村开始向驾车前来的一日游的游客收取5到10瑞士法郎的入场费，乘坐公共交通工具前来和住宿的旅客除外。

### 低空跳伞
劳特布伦嫩市是世界著名的低空跳伞（BASE jumping）胜地，山谷中陡峭的悬崖每年吸引大量的跳伞爱好者。2000年初，在劳特布伦嫩山谷每年进行约5,000次跳伞，到2016年则攀升至超过20,000次。
低空跳伞是一项危险的极限运动，根据BASE死亡名单的记录，瑞士是因此运动死亡人数最多的国家，而其中大多数发生在劳特布伦嫩市。自1994年首次记录的事故以来，截至2024年7月，该市已有68人因低空跳伞事故死亡。高事故发生率给当地带来不良声誉并引发居民不满，该山谷亦有“死亡谷”之称。但低空跳伞是当地重要的夏季旅游收入来源，且其在瑞士并不违法，劳特布伦嫩市政府无打算禁止该项运动，但其反对进行双人跳伞。目前跳伞活动通过瑞士低空跳伞协会（SBA）进行自我监管，跳伞者需在协会购买着陆卡并在起跳前通知冰川航空救援公司（Air-Glaciers）。

### 饮食
瑞士饮食受语言区划分的影响较大，而劳特布伦嫩市的饮食则有着德语区的特色。最具代表性的菜品是瑞士薯饼，其由马铃薯切丝或磨碎并油煎而成，是伯尔尼州常见的主食，现已成为瑞士的国菜之一。其他常见菜品还有伯尔尼拼盘（Berner Platte）、蛋白脆饼等。

截至2023年，劳特布伦嫩市境内共有两家餐厅被列入《米其林星级餐厅名单》，其均位于文根村。

托尔金在《霍比特人》中描绘瑞文戴爾的插图，和劳特布伦嫩山谷有一定相似之处

### 文学参考
德国著名作家约翰·沃尔夫冈·冯·歌德曾于1779年游览过劳特布伦嫩，山谷中的施陶巴赫瀑布激发了他的灵感，使他创作出诗篇《水上灵魂之歌》（Gesang der Geister über den Wassern）。
英国作家J·R·R·托尔金1911年在欧洲大陆旅行时从因特拉肯徒步前往劳特布伦嫩山谷，山谷的景观后来为他的素描和水彩画提供了参考，该山谷也成为其小说《霍比特人》和《魔戒》中精灵居住地瑞文戴尔（Rivendell）的原型。

### 影视作品
劳特布伦嫩出现在1969年第六部詹姆斯·邦德系列电影《女王密使》里，电影中的一段打斗戏和追逐戏是在雪朗峰的360度旋转餐厅Piz Gloria和米伦村拍摄的。

## 外部連結
- www.lauterbrunnen.ch 官方網站
- Truemmelbachfaelle （页面存档备份，存于）
- Lauterbrunnen on Wikivoyage
- 地圖：Wikimapia（页面存档备份，存于） Multimap